# Veiviržėnai
Veiviržėnai is een plaats in het Litouwse district Klaipėda. De plaats telt 964 inwoners (2001).